# Ken Morley
Ken Morley (Chorley (Lancashire), 17 januari 1943) is een Brits acteur, die vooral in comedyseries te zien is. Hij raakte bekend door zijn rol in de sitcom 'Allo 'Allo!, waarin hij als generaal Leopold von Flockenstuffen met enige regelmaat te zien was. Andere series waarin hij speelde zijn Coronation Street, Hardware en Celebrity Fit Club.